# Rafael Ruiz de los Llanos
Rafael Ruiz de los Llanos  (Payogasta, 24 de octubre de 1841 - Buenos Aires, 5 de julio de 1910) fue un político y abogado argentino. Fue Diputado Nacional por la provincia de Salta en tres ocasiones, llegando a presidir la cámara.

## Biografía
Su padre fue Bonifacio Ruiz de los Llanos, quien sirvió en el ejército gaucho de Martín Miguel de Güemes. Estudió en Salta y posteriormente en el Colegio Nacional de Concepción del Uruguay, gracias a una beca de Justo José de Urquiza.
Se alistó como voluntario en la Guerra del Paraguay, y combatió en las batallas de Tuyutí, Boquerón y Curupaytí. Fue dado de baja debido a su estado de salud. De regreso, estudió Abogacía en la Universidad de Buenos Aires, doctorándose en Jurisprudencia en 1870, donde posteriormente ejercería como docente.
Se presentó como candidato a Diputado en Salta en 1872, contando con el prestigio familiar en aquella provincia. Posteriormente a su actividad política, ejerció la docencia y fue Rector del Instituto libre de Enseñanza Superior. De su actividad como diputado se destaca la Ley de Educación Común de 1884.